# Guaraqueçaba
Guaraqueçaba é um município brasileiro do estado do Paraná. Sua população, conforme o Censo de 2022, era de 7 430 habitantes.
Guaraqueçaba é também um marco histórico, pois está entre as primeiras ocupações existentes no estado do Paraná por colonizadores portugueses em 1545. Seus habitantes primitivos são os índios Tupiniquins e Carijós. A preservação de seu meio-ambiente e as características físicas da região a tornou como privilegiada na manutenção de suas reservas florestais e de seus ecossistemas, quase intactos, criando atrativos turísticos apreciados pelos adeptos do turismo ecológico. A cidade de Guaraqueçaba está situada numa região de rara beleza do litoral paranaense, sendo ladeada pelas baías de Paranaguá e Laranjeiras e pela elevação da Serra do Mar. O município de Guaraqueçaba foi criado através da Lei Estadual nº02 de 10 de outubro de 1947. Instalado em 31 de outubro do mesmo ano, foi desmembrado de Paranaguá.
Os habitantes naturais do município de Guaraqueçaba são denominados guaraqueçabanos. Está localizada na Mesorregião Metropolitana de Curitiba, mais precisamente na Microrregião Metropolitana de Paranaguá, estando a uma distância de 174 km da capital do estado, Curitiba.

## Etimologia
"Guaraqueçaba" é um vocábulo tupi que significa "lugar de dormir dos guarás", através da junção dos termos agwa'rá ("guará"), ker ("dormir") e aba ("lugar").

## História
Em 1545, quando a expedição espanhola de Diogo de Sanábria imprevistamente aportou nas costas de Superagüi, assolada por uma tempestade, encontrou, dividindo amistosamente o território com as tribos indígenas locais, dois portugueses.
Hans Staden, um aventureiro alemão nascido em Homberg, no Hesse, que acompanhava a expedição, mais tarde escreveria livros contando suas peripécias, como em Viagens e Cativeiro entre os Selvagens do Brasil, que diz:
| “ | Estes nos perguntaram donde vínhamos e replicaram que devíamos ter um bom piloto para chegar até aquele porto, porque apesar de eles bem o conhecerem, com semelhante tempestade não poderiam ter entrado. Contamos-lhes então que vínhamos de Espanha e como o vento e as ondas nos impeliram até o naufrágio. E quando pensávamos estar perdidos, uma grande embarcação com selvagens e os dois lusos abordaram o navio. Quando ouviram isso admiraram-se e deram graças a Deus e disseram que estávamos no Porto de Superagüi (Supraway), distante 18 léguas de uma ilha chamada São Vicente, que pertencia a EI-Rey de Portugal e lá moravam eles e aqueles que tínhamos visto com o navio pequeno, que fugiram porque pensavam que éramos franceses. | ” |
|   | — Hans Staden, Viagens e Cativeiro entre os Selvagens do Brasil. |   |

O relatório, deste invulgar historiador, nos dá a riqueza de detalhes necessária para aquilatar o grau de dificuldades vivido pelos primeiros povoadores da região, e também aos que se seguiram depois.
No ano de 1614, o tabelião da ouvidoria de São Vicente, Diogo de Unhatte, obtém de Pero Cubas a Sesmaria Paranaguá, localizada entre o  rio Ararapira e a ilha de Superagüi.
Quando Gabriel de Lara, o Capitão-Povoador, descobriu ouro na região, registrou-se uma verdadeira invasão de aventureiros e garimpeiros, que se espalharam pelos mais diferentes lugares.
Os missionários jesuítas da Casa das Missões, com sede em Cananéia, fundaram em Superagüi um estabelecimento agrícola, com a intenção de catequizar os índios carijós.
A base da povoação foi lançada em 1838 por Cypriano Custódio de Araújo e José Fernandes Corrêa, quando construíram uma pequena igreja nas proximidades do Morro de Guitumbê, que foi consagrada a Bom Jesus dos Perdões, e abençoada no dia 15 de junho de 1839. Ao redor da capela muitas famílias edificaram suas casas, algumas se dedicaram ao comércio e o lugar foi tomando ares de povoado.
Em 1852 foi fundada a Colônia Agrícola de Superagüi, por Carlos Perret Gentil, que levou à região, por sua própria conta, dez famílias suíças, duas alemãs e cinco francesas, totalizando oitenta e cinco pessoas.
Em 1854 Guaraqueçaba é elevada à categoria de Freguesia, e no ano de 1880, através de Lei Provincial, foi criado o município de Guaraqueçaba, com território desmembrado do município de Paranaguá.
Em 1938, por questões meramente políticas, foi extinto o município de Guaraqueçaba, sendo que seu território foi anexado ao de Paranaguá. Mas em 10 de outubro de 1947, pela Lei Estadual n° 02, tem seus direitos restaurados, voltando à antiga condição de município emancipado, sendo que a reinstalação oficial se deu no dia 31 de outubro do mesmo ano. O primeiro prefeito do município, nessa nova fase, foi Celso Roberto Xavier.

## Geografia
Geograficamente o município é considerado o mais oriental do estado do Paraná. Um dos principais rios de Guaraqueçaba é o Rio Tagaçaba.

## Religião
Religiões em Guaraqueçaba (2010)
Em Guaraqueçaba, a paróquia Bom Jesus dos Perdões, curiosamente foi criada duas vezes: em 1º de agosto de 1854, por Dom Antônio Joaquim de Mello, bispo da diocese de São Paulo, e extinta em 1890; e em 29 de março de 1964, pelo primeiro bispo da recém criada diocese de Paranaguá, Dom Bernardo José Nolker.
Os dias 05 e 06 de agosto, são feriados no município em homenagem aos dias dos padroeiros da cidade, Bom Jesus dos Perdões e Nossa Senhora das Neves.
Em 2010, 46, 61% da população do município era protestante, 37,49% eram católicos romanos, 14,43% não tinha religião, 0,6% Testemunhas de Jeová 0,34% eram membros da Igreja Católica Apostólica Brasileira, 0,29% eram espíritas e 0,24% de outras religiões.
Dentre as denominações protestantes em Guaraqueçaba em 2010, cerca de 30,32% da população do município era pentecostal. Os batistas foram 11,75%, adventistas 3,87% e presbiterianos 0,49%. As Assembleias de Deus são os maiores grupos pentecostais, com 19,14% da população.

## Turismo
A região de Guaraqueçaba possui vários atrativos turísticos e infraestrutura de pousadas e restaurantes compatíveis com a demanda.
A própria cidade de Guaraqueçaba é um atrativo, com a Ponta do Morretes, uma extensão de uma praça sobre o mar no centro da cidade, onde é possível desfrutar o fim da tarde na companhia de botos. Há também várias construções históricas e bem preservadas. Ao lado da Igreja do Nosso Senhor Bom Jesus dos Perdões, é possível fazer a trilha para o Morro do Quitumbê, local de beleza singular, principalmente ao pôr do sol.
Já mais afastada da cidade, está a Reserva Natural Salto Morato, que possui centro de visitantes com exposições sobre Floresta Tropical e Mata Atlântica, espaço para cursos, aquário natural, trilhas, centro de pesquisas, laboratório básico, portal e loja de souvenir.
Outra opção na cidade é o passeio para a Ilha de Superagüi, feito com barcos (voadeiras), no qual é possível aproveitar a paisagem de mangue, praias e restingas com seus restaurantes, pousadas e campings que compõem o visual da ilha, área muito preservada.

#### Pontos Turísticos
- Ilha das Peças
- Ilha Rasa
- Praia Barra de Superagui
- Praia Deserta
- Ponta do Morretes
- Reserva Natural Salto Morato
- Reserva do Sebuí
- Trilha da Lagoa [12][13]

## Transporte
A cidade de Guaraqueçaba é servida pelas seguintes rodovias:
- PR-405, ligando à PR-340, que segue para Antonina. A mesma não é pavimentada.
- As rodovias PR-400 (que ligaria Guaraqueçaba a Ararapira) e PR-404, (que ligaria o município a BR-116 e a futura expansão da BR-101), são apenas estradas planejadas. [14]

A cidade também possui ligação por barcos com Paranaguá.